# Österreichische Waffenfabriksgesellschaft
Österreichische Waffenfabriks-Gesellschaft, OEWG, österrikisk vapen- och biltillverkare, grundad 1864 i Steyr, från 1923 Steyr-Werke AG, från 1934 del av Steyr-Daimler-Puch-koncernen

## Historia
16 april 1864 grundade Josef Werndl Josef und Franz Werndl & Comp. - Waffenfabrik und Sägemühle in Oberletten. 1869 omvandlades företaget till Österreichische Waffenfabriks-Gesellschaft (ÖWG).
1867 uppfann man Tabernakelverschluss som gav företaget en ledande position i Europa och bidrog till att man under en period var Europas största vapentillverkare.
Steyr-Werke började 1920 att tillverka personbilar under namnet Steyr och efter andra världskriget startade tillverkning av traktorer och bilar under namnet Steyr (även Steyr-Puch) hos Steyr-Daimler-Puch. 
Splittringen av Steyr-Daimler-Puch-koncernen ledde fram till bildandet av Steyr Mannlicher som idag är den direkta arvtagaren till det första företag som Josef Werndl skapade 1864. 